# Croton rhamnifolioides
Croton rhamnifolioides är en törelväxtart som beskrevs av Ferdinand Albin Pax och Käthe Hoffmann.
Croton rhamnifolioides ingår i släktet Croton och familjen törelväxter. Inga underarter finns listade i Catalogue of Life.